# Serenay Sarıkaya
Serenay Sarıkaya (prononcer [seɾeˌnaj saˈɾɯkaja]), née le 1er juillet 1992 à Ankara, est une mannequin et actrice turque,.
She has been the first ambassador of Turkey for the luxury brand Bvlgari since 2021.

## Filmographie
| Film       | Film                                              | Film             | Film            |
| Année      | Titre                                             | Rôle             | Notes           |
| ---------- | ------------------------------------------------- | ---------------- | --------------- |
| 2006       | Şaşkın                                            | Itır             | Supporting role |
| 2008       | Plajda                                            | Aslı             | Supporting role |
| 2010       | How to Train Your Dragon                          | Astrid Hofferson | Dubbing voice   |
| 2011       | Hoşçakal                                          | Sarah            | Short film      |
| 2013       | Behzat Ç. Ankara Yanıyor                          | Melisa           | Supporting role |
| 2016       | İkimizin Yerine                                   | Çiçek            | Main role       |
| Television |                                                   |                  |                 |
| Year       | Title                                             | Role             | Notes           |
| 2008       | Peri Masalı                                       | Talya            | Supporting role |
| 2008       | Limon Ağacı                                       | Peri             | Main role       |
| 2008–10    | Adanalı                                           | Sofia Dikkaya    | Supporting role |
| 2010–12    | Lale Devri                                        | Yeşim Taşkıran   | Main role       |
| 2013–15    | Medcezir                                          | Mira Beylice     | Main role       |
| 2017       | Fi                                                | Duru Durulay     | Main role       |
| 2023       | Aile                                              | Devin Akın       | Main role       |
| 2023       | Shahmaran                                         | Şahsu Demir      | Main role       |
| 2024       | Merci et au suivant ! (Kimler Geldi Kimler Geçti) | Leyla Taylan     | Main role       |